# توماس بروكس
توماس بروكس (بالإنجليزية: Thomas Brooks)‏ (و. 1608 – 1680 م) هو عالم عقيدة، من المملكة المتحدة، توفي عن عمر يناهز 72 عاماً.

## التعليم
تعلم في كلية ايمانويل، كامبريدج.